# Păuca
Păuca (in ungherese Pókafalva, in tedesco Törnen) è un comune della Romania di 2011 abitanti, ubicato nel distretto di Sibiu, nella regione storica della Transilvania.
Il comune è formato dall'unione di 4 villaggi: Bogatu Român, Broșteni, Păuca, Presaca.
Il comune nacque il 28 gennaio 1860, quando fu siglato un accordo fra tre comuni allora indipendenti: Bogatu Român, Păuca e Presaca